# Turkiets riksvapen

Ett aldrig antaget förslag till ett riksvapen från 1925

Republiken Turkiet har inget officiellt nationellt emblem, men stjärnan och halvmåne (turkiska: ay-yıldız) -designen från den nationella flaggan används som de facto-emblem, bland annat tryckt på turkiska pass, på turkiska identitetskort och diplomatiska beskickningar av Turkiet.
Stjärnan och halvmånen behålls från 1800-talets osmanska flaggan och har förvärvat sin status som de facto nationell emblem efter avskaffandet av det ottomanska vapenskölden 1922. Det användes på nationella identitetskort vid 1930-talet (med hornen av crescenten vänster vänster istället för den nu vanligare orienteringen mot höger).